# Апастовський район
Апастовський район (рос. Апастовский район, тат. Apas rayonı, Апа́с районы́) — муніципальний район у складі Республіки Татарстан Російської Федерації.
Адміністративний центр — селище міського типу Апастово.

## Адміністративний устрій
До складу району входять одне міське та 21 сільських поселень:
| Поселення                              | Центр               | Населені пункти                                     |
| -------------------------------------- | ------------------- | --------------------------------------------------- |
| Селище міського типу Апастово          |                     |                                                     |
| Альмендеровське сільське поселення     | с. Альмендерово     |                                                     |
| Бакрчинське сільське поселення         | с. Бакрче           |                                                     |
| Бішевське сільське поселення           | с. Бішево           |                                                     |
| Великоболгоярське сільське поселення   | с. Малі Болгояри    |                                                     |
| Великококузьке сільське поселення      | с. Великі Кокузи    |                                                     |
| Булим-Булихчинське сільське поселення  | с. Булим-Булихчи    |                                                     |
| Верхньоіндирчинське сільське поселення | с. Верхні Індирчи   |                                                     |
| Верхньоаткозінське сільське поселення  | с. Верхнє Аткозіно  |                                                     |
| Деушевське сільське поселення          | с. Деушево          |                                                     |
| Ішеєвське сільське поселення           | с. Ідряс-Тенікеєво  | Мазіково-Дуртул, Танаєво, Марьїно, Ішеєво           |
| Каратунське сільське поселення         | сел. Каратун        | сел. Свіязький, с. Каратун, с. Кольчуги, с. Мурзіно |
| Кзил-Тауське сільське поселення        | с. Кзил Тау         |                                                     |
| Куштовське сільське поселення          | с. Куштово          |                                                     |
| Сатламишевське сільське поселення      | Сатламишево         |                                                     |
| Середньобалтаєвське сільське поселення | с. Середнє Балтаєво |                                                     |
| Староюмралинське сільське поселення    | с. Старий Юмрали    |                                                     |
| Табар-Черкийське сільське поселення    | с. Табар-Черки      |                                                     |
| Тутаєвське сільське поселення          | с. Тутаєво          |                                                     |
| Черемшанське сільське поселення        | с. Черемшани        |                                                     |
| Чуру-Баришевське сільське поселення    | с. Чуру-Бариш       |                                                     |
| Шамбулихчинське сільське поселення.    | Ебалаково           |                                                     |